# Bjerkreim
Bjerkreim è un comune norvegese della contea di Rogaland.